# 파사드

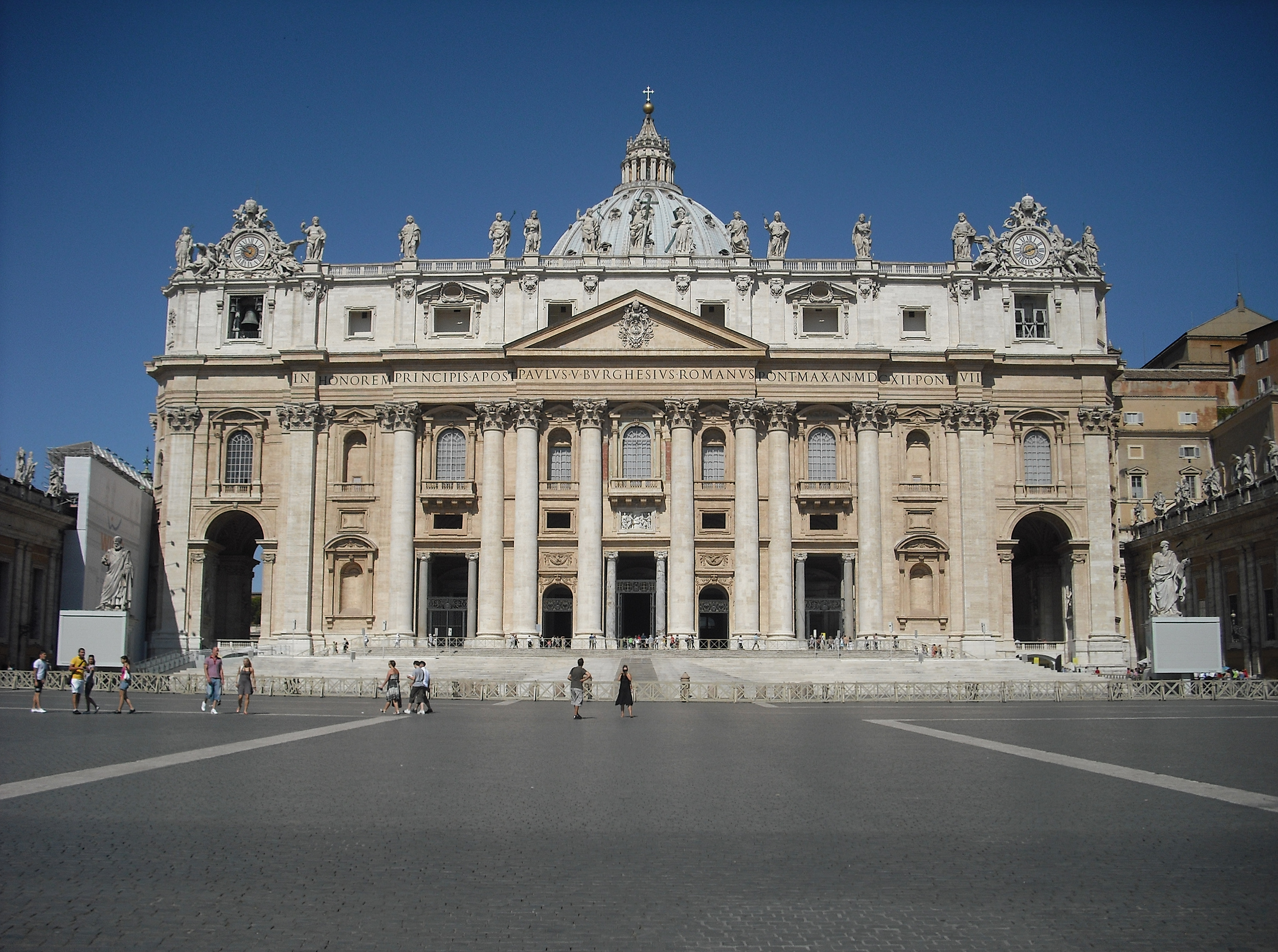
성 베드로 대성당의 기념비적인 파사드.

파사드(프랑스어: Façade)는 건물의 출입구로 이용되는 정면 외벽 부분을 가리키는 말이다. 한글화하여 순화하려면 '정면'(正面)이 무난할 것으로 여겨진다. 건축에서 파사드의 궁극적 목적은 '소통'이다.
건물의 입면이 다양해지면서 파사드는 건물 외피 전체를 의미하기도 한다.
건축의 관점에서 파사드는 종종 그 건물에서 가장 중요한 디자인적 요소가 된다. 그리하여 파사드가 그 건물의 나머지 부분의 색채, 톤을 잡아준다. 이런 측면에서 '파사드'라는 개념은 은유적으로 사용될 수 있는데, 거시적 관점과 미시적 관점에 대해 사유할 여지를 준다.
많은 경우에 파사드는 역사적인 구조물이며, 지역 법률에 의하여 그 변경이 크게 제한되어 있으며, 가끔 파사드의 변경은 거부감을 발생시킨다.
'미디어 파사드'는 '파사드(Facade)'와 '미디어(Media)'의 합성어로, 건물 외벽 등에 LED 조명을 설치해 미디어 기능을 구현하는 것을 의미한다.

## 관련 서적
- Spacetime. 《파사드》. SPACETIME. 2011년. ISBN 9788955921946
- 신영환·원민수. 《뉴 미디어 하이퍼 파사드 콘텐츠 신기술》. 진한엠엔비. 2011년. ISBN 9788984325456
- 이성창. 《도시 경관을 고려한 서울시 미디어 파사드 설치 및 관리 방안 연구》. 서울연구원. 2012년. ISBN 9788980529155
- 진중권. 《진중권의 이미지 인문학1》. 천년의상상. 2014년. ISBN 9791185811000

## 같이 보기
- 커튼월